# 失里伯
失里伯（13世纪—1281年），元朝将领，蒙古人。
祖父怯古里禿，從成吉思汗經略西夏有功。又隸朮赤台，領寶兒赤，在與金朝作戰时阵亡。其父莫剌合，從征阿藍荅兒有功，忽必烈賜以白金五十兩。
失里伯袭職，由枢密院断事官为河南行中书省断事官。至元七年（1270年），佩金虎符，率领水軍四萬攻襄陽。至元八年（1271年）七月，南宋將领范文虎來援，失里伯将其击败，進圍樊城，先登。戰在鹿門作战，俘虏宋將張貴。至元十年（1273年），转任昭勇大將軍，為耽羅國招討使。奉旨入上都見元世祖，改任管軍萬戶，領襄陽諸路新軍。跟随丞相伯顏等渡长江，破獨松關，攻取長興、湖州，行安撫司事。至元十四年（1277年），官至湖州总管、镇国上将军、淮西道宣慰使。至元十八年（1281年）去世。其子塔剌赤，官至曲靖等路宣慰使。

## 延伸阅读
[在维基数据编辑]
 《元史/卷133》，出自宋濂《元史》
 《新元史/卷152》，出自柯劭忞《新元史》